# Meilen Tu
Meilen Tu (Tarzana, 17 januari 1978) is een voormalig professioneel tennisspeelster uit de Verenigde Staten van Amerika, geboren uit Taiwanese ouders. Zij begon met tennis toen zij zes jaar oud was en was actief in het proftennis van 1994 tot in 2008.

## Loopbaan

### Enkelspel
Meilen Tu debuteerde in 1994 op het ITF-toernooi van Miami – zij doorliep met succes de kwalificaties en bereikte in het hoofdtoernooi de tweede ronde. Haar eerste finale, op het ITF-toernooi van Santa Clara van 1996, wist zij meteen te verzilveren, door haar landgenote Lilia Osterloh te verslaan. In totaal won Tu vier ITF-titels.
Reeds in 1994 werd Tu gesignaleerd op het WTA-circuit, met het bereiken van de kwartfinale op het toernooi van Philadelphia. Tijdens haar enige WTA-finale, op het toernooi van Auckland in 2001, won zij de titel door de Argentijnse Paola Suárez te verslaan. Verdere enkelspeltitels wist Tu niet te veroveren.
Haar beste resultaat op de grandslamtoernooien is het bereiken van de derde ronde, op Wimbledon 2002. Haar hoogste positie op de WTA-ranglijst is de 35e plaats, die zij bereikte in juni 2007.

### Dubbelspel
In het dubbelspel kwam Meilen Tu tot betere resultaten dan in het enkelspel. Naast vier ITF-titels won zij tevens vier titels op het WTA-circuit. In totaal speelde zij tien WTA-finales in het dubbelspel.
Haar beste resultaat op de grandslamtoernooien is het bereiken van de derde ronde, op alle vier toernooien. Haar hoogste positie op de WTA-ranglijst is de 28e plaats, die zij bereikte in oktober 2007.

## Posities op deWTA-ranglijst
Positie per einde seizoen:
| jaar | rang enkelspel | rang dubbelspel |
| ---- | -------------- | --------------- |
| 1994 | 158            | –               |
| 1995 | 159            | 142             |
| 1996 | 157            | 165             |
| 1997 | 79             | 146             |
| 1998 | 204            | 214             |
| 1999 | 105            | 179             |
| 2000 | 67             | 156             |
| 2001 | 45             | 79              |
| 2002 | 73             | 39              |
| 2003 | 145            | 41              |
| 2004 | 161            | 52              |
| 2005 | 119            | 91              |
| 2006 | 89             | 45              |
| 2007 | 48             | 28              |
| 2008 | 635            | 152             |

## Palmares
| Legenda                | Legenda                  |
| ---------------------- | ------------------------ |
| Grandslamtoernooi      |                          |
| Olympische Spelen      |                          |
| Year-End Championships |                          |
| tot 2009               | 2009 – 2020 / vanaf 2021 |
| Tier I                 | Premier Mandatory        |
| Tier II                | Premier Five / WTA 1000  |
| Tier III               | Premier / WTA 500        |
| Tier IV & V            | International / WTA 250  |
|                        | Challenger / WTA 125     |

### WTA-finaleplaatsen enkelspel
| nr.              | datum      | toernooi     | ondergrond | tegenstandster | score      |         |
| ---------------- | ---------- | ------------ | ---------- | -------------- | ---------- | ------- |
| gewonnen finales |            |              |            |                |            |         |
| 1.               | 2001-01-06 | WTA Auckland | hardcourt  | Paola Suárez   | 7-610, 6-2 | details |

### WTA-finaleplaatsen vrouwendubbelspel
| nr.              | datum      | toernooi       | ondergrond    | partner            | tegenstandsters                         | score          |         |
| ---------------- | ---------- | -------------- | ------------- | ------------------ | --------------------------------------- | -------------- | ------- |
| gewonnen finales |            |                |               |                    |                                         |                |         |
| 1.               | 2002-02-10 | WTA Parijs     | tapijt (i)    | Nathalie Dechy     | Jelena Dementjeva Janette Husárová      | walk-over      | details |
| 2.               | 2002-09-15 | WTA Hawaï      | hardcourt     | María Vento-Kabchi | Nannie de Villiers Irina Seljoetina     | 1-6, 6-2, 6-3  | details |
| 3.               | 2003-06-15 | WTA Birmingham | gras          | Els Callens        | Alicia Molik Martina Navrátilová        | 7-5, 6-4       | details |
| 4.               | 2004-02-21 | WTA Memphis    | hardcourt     | Åsa Svensson       | Maria Sjarapova Vera Zvonarjova         | 6-4, 7-60      | details |
| verloren finales |            |                |               |                    |                                         |                |         |
| 1.               | 2001-10-21 | WTA Bratislava | hardcourt (i) | Nathalie Dechy     | Dája Bedáňová Jelena Bovina             | 3-6, 4-6       | details |
| 2.               | 2002-02-17 | WTA Antwerpen  | tapijt (i)    | Nathalie Dechy     | Magdalena Maleeva Patty Schnyder        | 3-6, 7-63, 3-6 | details |
| 3.               | 2002-10-20 | WTA Bratislava | hardcourt (i) | Nathalie Dechy     | Maja Matevžič Henrieta Nagyová          | 4-6, 0-6       | details |
| 4.               | 2003-11-02 | WTA Québec     | hardcourt (i) | Els Callens        | Li Ting Sun Tiantian                    | 3-6, 3-6       | details |
| 5.               | 2007-01-12 | WTA Sydney     | hardcourt     | Marion Bartoli     | Anna-Lena Grönefeld Meghann Shaughnessy | 3-6, 6-3, 62-7 | details |
| 6.               | 2007-06-17 | WTA Birmingham | gras          | Sun Tiantian       | Chan Yung-jan Chuang Chia-jung          | 63-7, 3-6      | details |

## Resultaten grandslamtoernooien
| Legenda | Legenda                          |
| ------- | -------------------------------- |
| g.t.    | geen toernooi gehouden           |
| l.c.    | lagere categorie                 |
| –       | niet deelgenomen                 |
| G       | uitgeschakeld in de groepsfase   |
| 1R      | uitgeschakeld in de eerste ronde |
| 2R      | uitgeschakeld in de tweede ronde |
| 3R      | uitgeschakeld in de derde ronde  |
| 4R      | uitgeschakeld in de vierde ronde |
| KF      | uitgeschakeld in de kwartfinale  |
| HF      | uitgeschakeld in de halve finale |
| F       | de finale verloren               |
| W       | het toernooi gewonnen            |
| w-v     | winst/verlies-balans             |

### Enkelspel
| Australian Open | –  | 2R | 1R | 2R | 1R | 2R | 2R | 1R | 1R | –  | 2R | 1R |
| Roland Garros   | –  | 1R | –  | 1R | –  | 2R | 1R | 1R | 1R | –  | 2R | –  |
| Wimbledon       | –  | 1R | –  | –  | –  | 1R | 3R | –  | 1R | 2R | 2R | –  |
| US Open         | 1R | 2R | –  | 1R | 1R | 2R | 1R | –  | –  | 1R | 1R | –  |

### Vrouwendubbelspel
| toernooi        | 1995 |    | 1997 | 1998 | 1999 | 2000 | 2001 | 2002 | 2003 | 2004 | 2005 | 2006 | 2007 | 2008 |
| --------------- | ---- | -- | ---- | ---- | ---- | ---- | ---- | ---- | ---- | ---- | ---- | ---- | ---- | ---- |
| Australian Open | –    | –  | 3R   | 1R   | –    | 1R   | 2R   | 2R   | 2R   | 3R   | 2R   | 1R   | 3R   |      |
| Roland Garros   | 1R   | –  | –    | –    | –    | 1R   | 2R   | 2R   | 2R   | 1R   | 3R   | 1R   | –    |      |
| Wimbledon       | 1R   | –  | –    | –    | –    | 1R   | 2R   | 2R   | 1R   | 1R   | 2R   | 3R   | –    |      |
| US Open         | 1R   | 1R | –    | 1R   | 2R   | 2R   | 2R   | 3R   | 2R   | 2R   | 3R   | 3R   | –    |      |

### Gemengd dubbelspel
| toernooi        | 2004 | 2005 | 2006 | 2007 | 2008 |
| --------------- | ---- | ---- | ---- | ---- | ---- |
| Australian Open | –    | 1R   | –    | –    | 2R   |
| Roland Garros   | –    | –    | –    | –    | –    |
| Wimbledon       | 2R   | –    | 1R   | 1R   | –    |
| US Open         | –    | –    | –    | 1R   | –    |